# Kopalnia Węgla Kamiennego Rokitnica

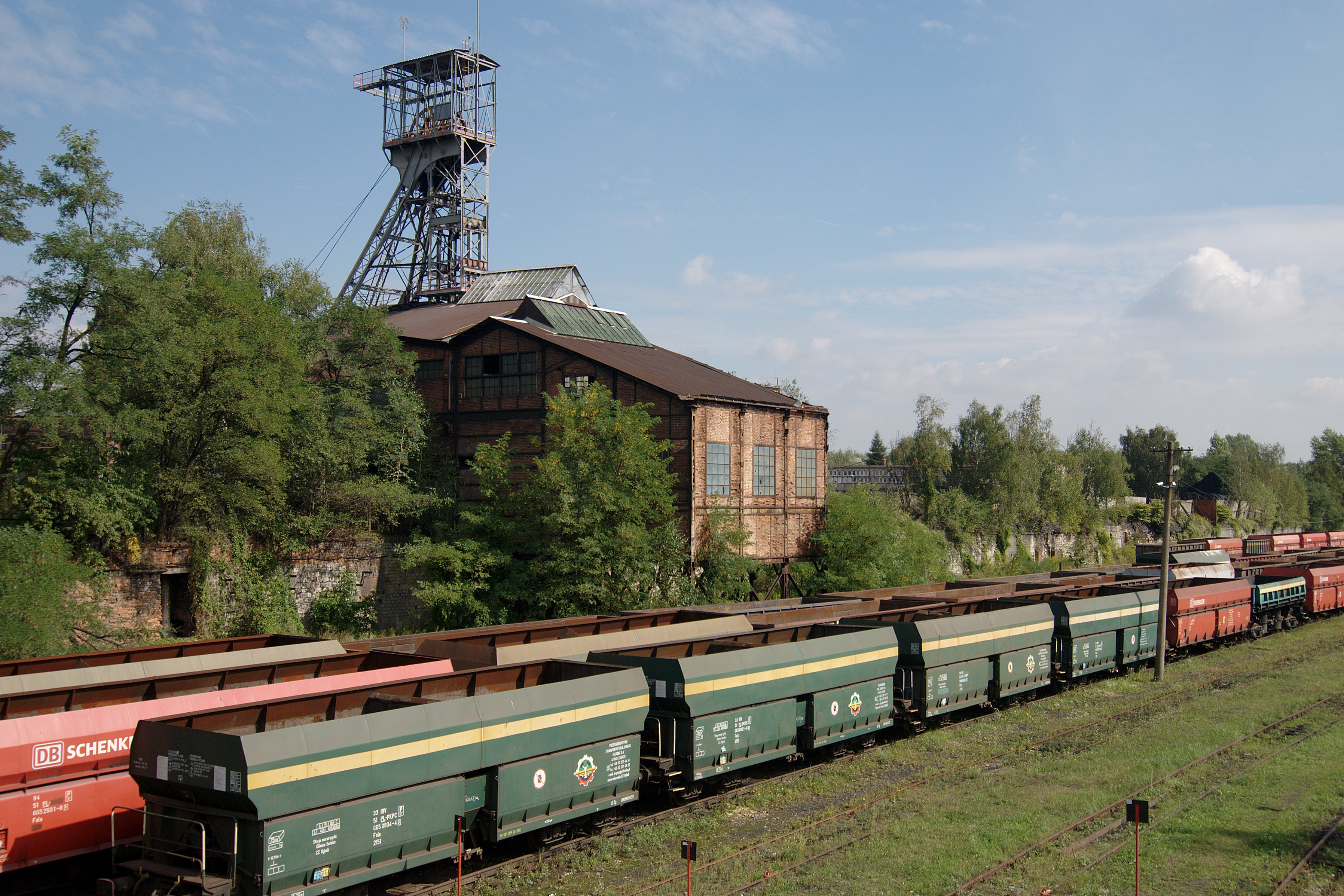
Wieża wyciągowa szybu Staszic, fot. 2013 r.

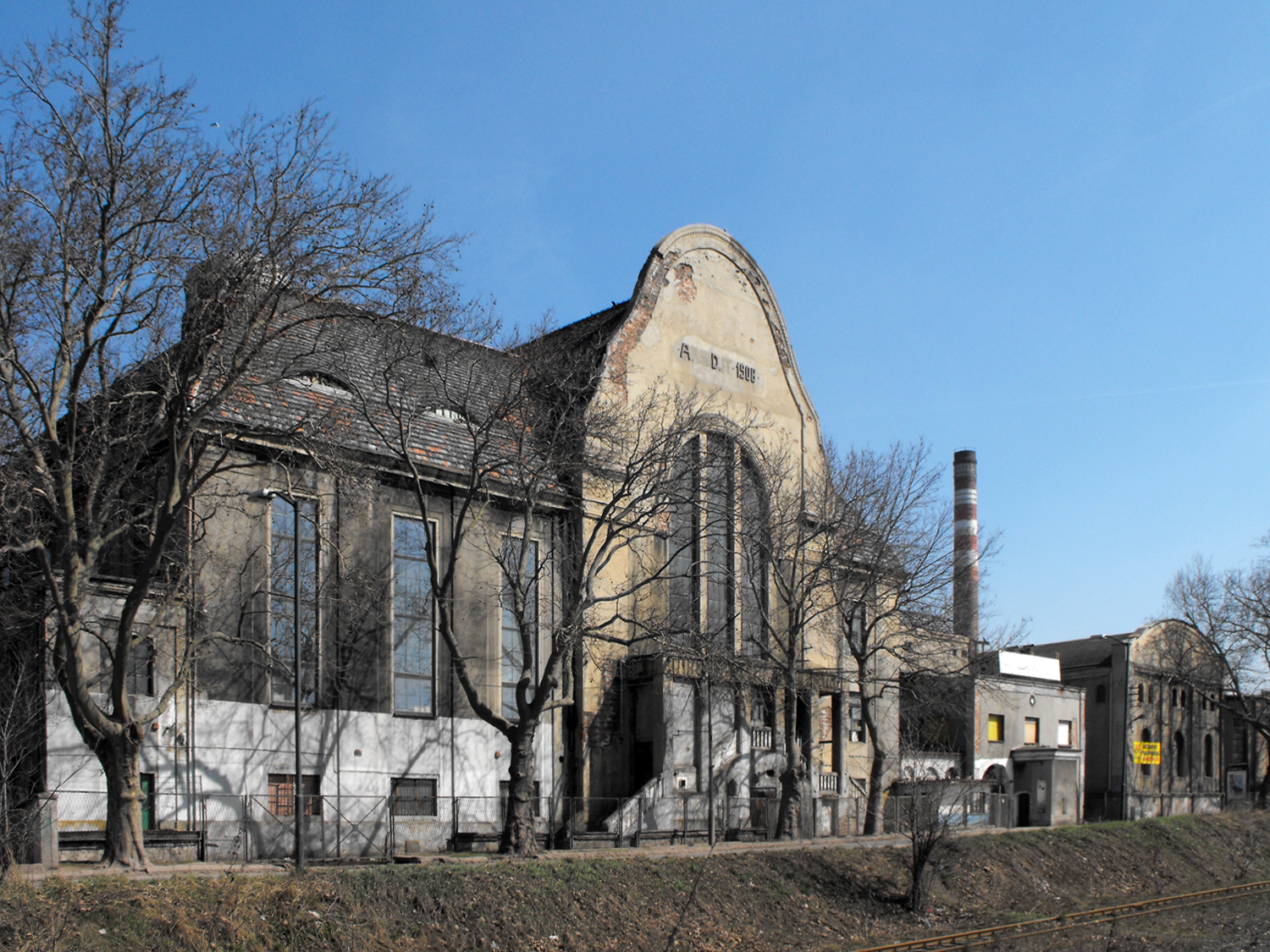
Cechownia kopalni Mikulczyce, fot. 2009 r.

Kopalnia Węgla Kamiennego Rokitnica – kopalnia węgla kamiennego w Rokitnicy dzielnicy Zabrza działająca w latach 1857–1973.

## Historia
Powstała w 1857 roku pod nazwą „Castellengo”, ale eksploatację rozpoczęto dopiero w 1899 roku. Po 1945 roku nosiła nazwę „Rokitnica”. W 1938 roku roczne wydobycie kopalni wynosiło około 2 283 526 ton.
1 października 1960 została połączona z kopalnią „Mikulczyce” pod wspólną nazwą „Mikulczyce-Rokitnica”. W 1970 roku kopalnię „Mikulczyce-Rokitnica” i „Ludwik-Concordia” połączono razem pod wspólną nazwą „Rokitnica”. 
W 1971 roku miała miejsce katastrofa górnicza, po 158 godzinach od momentu zawało został uratowany ranny i wycieńczony górnik Alojzy Piontek. 
1 stycznia 1973 kopalnię połączono z kopalnią „Pstrowski”. 